# Pär Lagerkvist
Pär Fabian Lagerkvist (Växjö, 23. svibnja 1891. – Stockholm, 11. srpnja 1974.) bio je švedski književnik i prvi ekspresionistički pisac švedske književnosti.
Vrlo rano se suprotstavlja obiteljskoj religioznosti i prihvaća vjeru u svijet budućnosti, te objavljuje svoje prve oporbenjačke tekstove i po idejama i po izboru. U kritičko-teorijskim radovima napada izrođeni naturalizam, zahtijevajući od književnosti jednostavnost folklorne predaje. Uzor su mu neposrednosti i sažetost Biblije, Kurana, sjevernjačkih saga i stare egipatske lirike. Kao ekspresionist u pjesmama i dramama izražava kaotični svijet iz doba Prvoga svjetskog rata, oslanjajući se na kasnija djela Augusta Strindberga. 
U međuratnom razdoblju u njegovo djelo probijaju i svjetliji tonovi, koji se 1930-ih godina ponovno pomračuju, kada Lagerkvist nastupa kao oštar borac protiv diktature i nečovječnosti. Godine 1933. kada Hitler dolazi na vlast, Lagerkvist piše Krvnika, djelo koje predstavlja protest nasilju. Neprestano obuzet problemom zla, u svojoj najznačajnijoj prozi Patuljak, predstavlja utjelovljenje svih negativnih ljudskih značajki, pa pomoću likova renesanse simbolizira moderna stanja. Godine 1951. dobio je Nobelovu nagradu za književnost.

## Djela (izbor)

### Zbirke novela
- Željezo i ljudi, 1915.
- Vječni smiješak, 1920.
- Okrutne priče, 1924.

### Romani
- Krvnik, 1933.
- Patuljak, 1944.
- Baraba, 1950.
- Sibila, 1956.
- Hodočasnik na moru, 1962.
- Mariamne, 1967.

### Drame
- Posljednji čovjek, 1917.
- Čovjek bez duše, 1936.
- Pobjeda u tmini, 1939.

## Vanjske poveznice
- Lagerkvist, Pär Fabian, Hrvatska enciklopedija